# Vahé Tadevosyan
Vahé Tadevosyan  (en arménien : Վահե Թադեւոսյան), (né le 17 octobre 1983 à Erevan, Arménie) est un footballeur arménien, jouant actuellement pour l'équipe suisse du FC Aarau. Il a été sélectionné à plusieurs reprises dans l'équipe d'Arménie des moins de 21 ans, dans laquelle il compte trois sélections. Il mesure 1,85 m et évolue au poste de défenseur.

## Carrière en club
- 2001-2003 : Esteghlal-Kotayk Abovian
- 2003 :  Ararat Erevan
- 2005-2006 : Banants Erevan
- 2006-2008 : FC Aarau
- 2009- : Banants Erevan